# انقلاب كاب

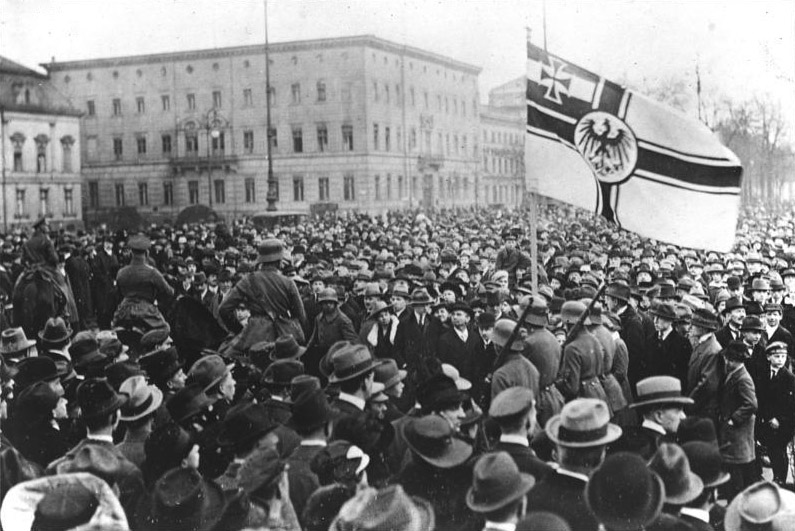
ريخستفلاجا (Reichskriegsflagge)، المرتبط بالإمبراطورية الألمانية، كان قيد الاستخدام خلال انقلاب كاب

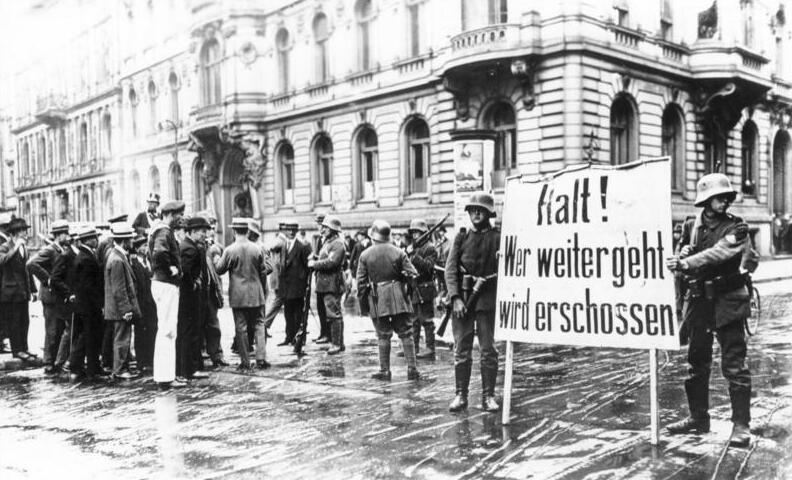
الانقلابيين في برلين. الشعار يحذّر: "أوقفوا! كل من يتقدم سيتم إطلاق النار عليه"

كان انقلاب كاب، المعروف أيضًا باسم انقلاب كاب-لوتويتز بعد قادته ولفجانج كاب (Wolfgang Kapp) و فالتر فون لوتويتز (Walther von Lüttwitz)، محاولة انقلاب في 13 مارس 1920 تهدف إلى التراجع عن الثورة الألمانية في 1918-1919، وإطاحة جمهورية فايمار وإنشاء حق يمين الحكومة الأوتوقراطية بدلاً منها. كانت مدعومة من قبل أجزاء من الريسوفير (الجيش في وقتها) وغيرها من الفصائل المحافظة والوطنية والملكية.
وقع الانقلاب في العاصمة برلين، واضطرت الحكومة الألمانية الشرعية إلى الفرار من المدينة. لقد فشل الانقلاب بعد بضعة أيام، عندما تلقت قطاعات كبيرة من السكان الألمان دعوة من الحكومة للانضمام إلى إضراب عام. رفض معظم موظفي الخدمة المدنية التعاون مع كاب وحلفائه. على الرغم من فشله، كان للانقلاب نتائج مهمة بالنسبة لمستقبل جمهورية فايمار. كان السبب في انتفاضة الرور اليسارية (Ruhr uprising) في مارس 1920، والتي قمعتها الحكومة بالقوة العسكرية، بينما كانت تتعامل برفق مع أولئك الذين يقفون وراء الانقلاب. هذه الأحداث استقطبت الناخبين، مما أدى إلى تحول في الأغلبية بعد انتخابات الرايخستاغ في يونيو.

## الخلفية
بعد أن خسرت ألمانيا الحرب العالمية الأولى (1914-1918)، أنهت الثورة الألمانية في الفترة 1918-1919 النظام الملكي. وألغيت الإمبراطورية الألمانية وأنشأت جمعية فايمار الوطنية نظامًا ديمقراطيًا هو جمهورية فايمار في عام 1919. وقد عارضت الدوائر القومية والعسكرية اليمينية الجمهورية الجديدة وروجت لأسطورة الطعنة في الظهر، مدعية أن خسارة الحرب لم تكن بسبب الجيش الألماني غير المهزوم، إنما قوضت من قبل المدنيين في الداخل.
في عامي 1919-1920 تشكلت حكومة ألمانيا من قبل ائتلاف فايمار، المكون من الحزب الديمقراطي الاجتماعي الألماني (SPD)، والحزب الديمقراطي الألماني (DDP، الليبراليون من يسار الوسط)، وحزب الوسط (الكاثوليك المحافظون). وكان الرئيس فريدريش إيبرت والمستشار جوستاف باور ووزير الدفاع (الرايخسفير) جوستاف نوسكي، أعضاء في الحزب الديمقراطي الاجتماعي. ووفقًا للدستور كان الرئيس هو القائد الأعلى للقوات المسلحة، ويمثله في وقت السلم وزير الدفاع. وكان الضابط الأعلى رتبة في القوات البرية يُدعى رئيس الأركان العامة، وهو المنصب الذي شغله الجنرال فالتر راينهاردت في أوائل عام 1920.
كان المستشار باور ملزمًا بالتوقيع على معاهدة فرساي في عام 1919، على الرغم من أنه لم يوافق عليها. وكانت المعاهدة قد أملاها الحلفاء المنتصرون في الحرب العالمية الأولى؛ وأجبرت ألمانيا على تحمل مسؤولية الحرب، وقلصت مساحة ألمانيا وفرضت تعويضات ضخمة وقيودًا عسكرية على الأمة. وفي أوائل عام 1919 قُدِّرت قوة الرايخسفير، الجيش الألماني النظامي، بنحو 350 ألف جندي، مع تجنيد أكثر من 250 ألف رجل في وحدات شبه عسكرية تطوعية، تتكون إلى حد كبير من الجنود العائدين من الحرب. واستخدمت الحكومة الألمانية قوات الفرايكوربس (الفيالق الحرة) مرارًا وتكرارًا لقمع الانتفاضات الشيوعية بعد الحرب. وبموجب شروط معاهدة فرساي، التي دخلت حيز التنفيذ في 10 يناير عام 1920، طُلب إلى ألمانيا تقليص قواتها البرية إلى 100.000 جندي كحد أقصى، وكان من المفترض أن يكونوا جنودًا دائمين فقط، وليسوا مجندين. وحُدد الموعد النهائي الأولي في 31 مارس عام 1920 (جرى تمديده لاحقًا إلى نهاية العام). وكان من المتوقع حل وحدات الفيالق الحرة، نظرًا إلى أن سبب إنشائها - القمع الداخلي - أصبح عتيقًا مع سحق الانتفاضات اليسارية، فقد أصبحت تشكل تهديدًا للحكومة. وبدأ بعض كبار القادة العسكريين مناقشة إمكانية الانقلاب في وقت مبكر من يوليو عام 1919.

## الانقلاب

### التحضير للانقلاب
على الرغم من تسمية الانقلاب على اسم فولفغانغ كاب، وهو موظف مدني وطني يبلغ من العمر 62 عامًا من بروسيا الشرقية، والذي كان يخطط لانقلاب ضد الجمهورية لفترة من الوقت، إلا أنه قد حُرض من قبل الجيش؛ ولعب كاب دورًا داعمًا. وفي 29 فبراير عام 1920 أمر وزير الدفاع نوسكي بحل اثنين من أقوى فيالق فرايكوربس، لواء مشاة البحرية لوينفيلد ولواء مشاة البحرية إيرهاردت. وبلغ عدد أفراد هذا اللواء بين 5000 إلى 6000 رجل وكانوا متمركزين في منطقة التدريب العسكري في دوبريتز بالقرب من برلين منذ يناير عام 1920. وكانت قوة النخبة قد جرى إنشاؤها من ضباط البحرية الإمبراطورية السابقين وضباط الصف، وعُززت لاحقًا من قبل البلطيقيين (الذين قاتلوا البلاشفة في لاتفيا عام 1919). وخلال الحرب الأهلية في عام 1919 شهد اللواء عمليات في ميونيخ وبرلين. وكان يعارض الحكومة الديمقراطية لفريدريش إيبرت بشدة.
أعلن قائد اللواء كورفيتنكابيتين هيرمان إيرهاردت أن الوحدة سترفض حلها.  وفي الأول من مارس نظمت عرضًا دون دعوة نوسكي. وقال الجنرال فالتر فون لوتويتز قائد جميع القوات النظامية في برلين وحولها (مجموعة القوات الأولى)، وهو أعلى رتبة جنرال في الجيش في ذلك الوقت وقائد العديد من الفيالق الحرة، في العرض أنه «لن يقبل» خسارة مثل هذه الوحدة المهمة. وشعر العديد من ضباط لوتويتز بالفزع من هذا الرفض العلني لسلطة الحكومة وحاولوا التوسط من خلال ترتيب اجتماع بين لوتويتز وزعماء الحزبين اليمينيين الرئيسيين. وقد استمع لوتويتز إلى أفكارهم وتذكرها لكنه لم يتراجع عن مسار عمله. ثم أزال نوسكي لواء مشاة البحرية من قيادة لوتويتز وعينه لقيادة البحرية، على أمل أن يحلوا الوحدة. وتجاهل لوتويتز الأمر لكنه وافق على اجتماع اقترحه طاقمه بالرئيس إيبرت.
في مساء يوم 10 مارس حضر لوتويتز برفقة موظفيه إلى مكتب إيبرت. وكان إيبرت قد طلب من نوسكي أيضًا الحضور. واستعان لوتويتز بمطالب الأحزاب اليمينية وأضاف إليها مطالبه الخاصة، وطالب بحل الجمعية الوطنية فورًا، وإجراء انتخابات جديدة للرايخستاغ، وتعيين تكنوقراطيين (فاخمينيستار) كأمناء للشؤون الخارجية والشؤون الاقتصادية والمالية، وإقالة الجنرال راينهاردت، وتعيين نفسه قائدًا أعلى للجيش النظامي وإلغاء أوامر حل لواء البحرية. رفض إيبرت ونوسكي هذه المطالب وأخبر نوسكي لوتويتز أنه يتوقع استقالته في اليوم التالي.
ذهب لوتويتز إلى دوبريتز في 11 مارس وسأل إيرهاردت عما إذا كان سيتمكن من احتلال برلين في ذلك المساء. قال إيرهاردت إنه يحتاج إلى يوم آخر ولكن في صباح 13 مارس يمكنه أن يكون في وسط برلين مع رجاله. وأصدر لوتويتز الأمر، وبدأ إيرهاردت الاستعدادات. وفي هذه المرحلة فقط أشرك لوتويتز المجموعة المعروفة باسم الرابطة الوطنية في المؤامرة. وشمل ذلك عضو حزب الشعب الوطني الألماني (DNVP) فولفغانغ كاب، والجنرال المتقاعد إريش لودندورف، وفالديمار بابست (الذي كان وراء مقتل كارل ليبكنخت وروزا لوكسمبورغ في يناير عام 1919)، وتراوغوت فون ياغو، آخر رئيس شرطة في برلين في الرايخ القديم. وكان هدفهم إقامة نظام سلطوي (وإن لم يكن ملكيًا) مع العودة إلى الهيكل الفيدرالي للإمبراطورية. طلب لوتويتز إليهم أن يكونوا مستعدين لتولي الحكومة في 13 مارس. لم تكن المجموعة مستعدة لكنها وافقت على الجدول الزمني الذي حدده لوتويتز. وكان أحد العوامل التي جعلتهم يؤيدون التحرك السريع هو أن الأعضاء المتعاطفين من شرطة الأمن في برلين أبلغوهم أن أوامر اعتقالهم صدرت في ذلك اليوم.
لم يُفصل لوتويتز بل جرى تعليق منصبه في 11 مارس. وللدفاع عن الحكومة أمر نوسكي فوجين من شرطة الأمن وفوجًا نظاميًا واحدًا باتخاذ مواقع في الحي الحكومي لكنه شكك في أن الانقلاب كان وشيكًا. وقرر قادة الفوج عدم اتباع الأوامر بإطلاق النار، وهو القرار الذي حظي بموافقة رئيس الأركان الجنرال هانز فون سيكت.

## روابط خارجية
- Der Lüttwitz-Kapp-Putsch 1920 في Deutsches Historisches Museum